# Killpop
Killpop è un singolo del gruppo musicale statunitense Slipknot, pubblicato il 25 aprile 2015 come ottavo estratto dal quinto album in studio .5: The Gray Chapter.

## Descrizione
Quinta traccia dell'album, Killpop è uno dei brani più pop dell'album, caratterizzato da un ritmo inizialmente semplice che si sviluppa a mano a mano in un brano più pesante. Riguardo al testo, il frontman Corey Taylor ha spiegato:

## Promozione
Killpop è stato reso disponibile per l'ascolto per la prima volta a partire dal 16 ottobre 2014, data nel quale il brano è stato reso disponibile anche per il download digitale.
Il 19 gennaio 2015 è stato nominato "brano del giorno" da parte dell'emittente radiofonica britannica BBC Radio 1, venendo successivamente incluso nella playlist C Play List di BBC Radio 1 stessa.

## Video musicale
Il video, diretto dal percussionista del gruppo Shawn Crahan, è stato reso disponibile l'8 giugno 2015 attraverso il canale YouTube del gruppo.

## Tracce
Testi e musiche di Corey Taylor e James Donald Root.
CD promozionale (Regno Unito)
1. Killpop (Edit) – 3:31

## Formazione
Gruppo
- Shawn Crahan – percussioni, cori
- Chris Fehn – percussioni, cori
- Sid Wilson – giradischi
- Mick Thomson – chitarra, basso[7]
- Craig Jones – campionatore, tastiera
- Jim Root – chitarra, basso[7]
- Corey Taylor – voce

Altri musicisti
- Donnie Steele – basso[7]
- Alessandro Venturella – basso
- Jay Weinberg – batteria[7]

Produzione
- Slipknot – produzione
- Greg Fidelman – produzione
- Joe Barresi – missaggio
- Jim Monti – registrazione
- Greg Gordon – registrazione
- Sara Lyn Killion – registrazione
- Geoff Neal – assistenza tecnica
- Chris Claypool – assistenza tecnica
- Marcus Johnson – assistenza tecnica
- Evin O'Cleary – assistenza tecnica
- Dan Monti – montaggio
- Lindsay Chase – coordinazione alla produzione
- Vlado Meller – mastering

## Classifiche
| Classifica (2014)                | Posizione massima |
| -------------------------------- | ----------------- |
| Regno Unito (rock & metal)       | 28                |
| Stati Uniti (mainstream rock)    | 10                |
| Stati Uniti (rock & alternative) | 31                |